# 雷明登M51半自動手槍
雷明登M51（英語：Remington Model 51）是一款由槍械設計師約翰·道格拉斯·佩德森所設計，並且在1920世紀初由雷明登武器公司所生產並且投放於美國民用市場的小型袖珍式半自動手槍，發射.32 ACP和.380 ACP兩種口徑的手枪子弹。1918年至1927年間，雷明登生產了大約65,000把.32 ACP和.380 ACP口徑的M51手槍，雖然1930年代中期又組裝了一小批手槍。

## 歷史
約翰·佩德森設計或是協助雷明頓登武器公司設計了許多槍械。他與為其朋友的约翰·勃朗宁合作設計的雷明登17，更成為了日後的雷明登31、伊薩卡37、白朗寧BPS和莫斯伯格500其中的重要基礎。他設計的佩德森轉換裝置可將M1903春田步槍改裝為自動裝填中間型威力武器。其後，佩德森就職於美國陸軍，並與另一名槍械設計師約翰·加蘭德競標，設計一枝發射全威力步槍子彈的自動裝填步槍。他的設計中使用蠟潤滑式彈殼和很像魯格手槍的肘節起落式槍機系統，但最終敗給了M1加兰德步枪。
製成.32 ACP和其後的.380 ACP口徑的雷明登M51在市場上作為袖珍手槍銷售。雖然當時歐洲市場較為接受小口徑袖珍手槍，美國市場所青睞的仍然是左輪手槍。雖然價格較白朗寧式設計高昂，但雷明登M51並非要小得多。此外，雷明登公司在長管槍械方面更為眾所周知；以前他們的手槍卻一直僅限於左輪手槍，在以銷售額計算的表現也被迫屈居於柯爾特之後。由於這些因素的影響，雷明登51在商業上的成功程度有限，因為它在美國的定價是$15.75（於1920年，加利福尼亞州的最低工資標準為每小時$0.33）。儘管它以先進的方法來使用佩德森的人體工程學設計，還因而採用“自我瞄準”的市場宣傳口號。如果採用更便宜的單動式反沖作用自動裝填原理在市場上競爭，會使銷售困難，導致股市大跌，導致銷售幾乎是不可能的事。即將到來的自動裝填口袋手槍（例如），更斷送了雷明登手槍進一步的成功的任何機會。雖然更小的口徑也生產過，反沖作用操作式手槍更便宜，只是稍重，和沒有產生過大的後座力。雖然延遲閉鎖在許多方面仍然具有優勢，缺點卻是在於其複雜的扳機和保險機構（所有優勢）；由於這樣令相關的生產成本高昂，導致其所製作的手槍難以銷售（缺失）。彼得森的設計的一個優點是，它可讓套筒比直接反沖作用操作式手槍更輕便，並因此令武器整體更輕便，加上延遲閉鎖有助於這種直覺式指向性手槍減少可感受到的後座力。可惜在許多方面，該手槍出現得為時尚早。在1980年代及以後，像格洛克的武器公司宣傳他們的手槍的多功能，例如直覺式保險系統和先進的人體工程學。但佩德森早在半個世紀前率先向手槍導入了這些功能，已經被證明非常值得付出的努力，並且讓那些缺乏創造力的人歸入及採用。
乔治·巴顿將軍亦擁有一把雷明登M51，並且被認為了其愛用的武器。儘管有極高的讚譽，但已知沒有政府或私人機構是會採用該武器並加以使用。今天可從清單號碼上看到一些例子，但其來源卻是不明。一部份雷明登51手槍打有的錨型證明標記，導致人們錯誤地認為它們是美國海軍手槍。而事實上，海軍確實建議研製該槍的.45口徑加強型版本以後才採用。
1970年代和80年代，一個名為羅斯·陸克文的發明家設計及原型化該基於該彼得森佈局的.45 ACP口徑的手槍，但使用傾斜表面代替原閉鎖表面。這有助於延緩了後膛的開放，而非它的閉鎖。該手槍曾計劃生產，但結果從未生產過。意大利伯奈利公司曾經限量生產過的B76、B80和B82手槍類似於陸克文手槍，然而採用的原理卻是槓桿延遲反沖式操作系統。
2014年2月，雷明登公佈重新設計自M51、而且更為便宜（廠商建議零售價為$420）的雷明登R51。據信是由最近由自由集團收購的帕拉兵器公司進行生產。

## 設計細節
雷明登M51的佈局與相似，採用了固定式槍管和圍繞著槍管的復進簧。然而，其獨特的特點是套筒中使用的延遲閉鎖。當手槍到位時，槍閂是由復進簧的簧力保持在底把內閉鎖肩的前方，以保持槍機面牢固地對著膛室的末端。與反沖作用槍械一樣，發射子彈時，藉由子彈的高壓火藥燃氣的壓力，使槍機和套筒一起向後方移動一段短距離。當槍閂接觸到閉鎖肩時，它會出現延遲，令後膛開始閉鎖。套筒在初始的前方位置以下受到高壓火藥燃氣勢頭的壓力以下繼續向後方運動，並迫使錘降下和壓縮圍繞著槍管的復進簧。這使得膛室壓力可下降到安全的水平，同時後膛鎖定和子彈略微抽起。當子彈離開槍管而且壓力下降到安全的水平以後，套筒向後運動使得套筒以內的一個傾斜的凸輪從其閉鎖凹槽中向後解除槍閂以獲得自由，以繼續其操作循環。一個可以插入的銷釘入槍管並推動槍閂上。這樣可以向槍管插入一根銷釘並且推動槍閂。它只會移動一英寸的一小部分，並且停止對閉鎖凹槽的支撐。只有手動拉動套筒或該槍發射子彈才能開放該槍的套筒。雷明登M51是少數使用佩德森類型的操作系統並生產出來的手槍。
因為後膛閉鎖的關係，該手槍可以承受比一般反沖作用槍械更大的膛壓，但尺寸和重量亦不輸給其他的鎖定系統。該設計還可讓復進簧設置為圍繞槍管，將槍管兼作復進簧導桿，以製作輪廓較小的槍械。更輕便的操作部件和延長了的閉鎖時間，令使用者感受到和實際上的後座力較少。較低的槍管軸線令射擊時的槍口上揚較小，也降低了感受到的後座力。固定式槍管可讓該槍的準確性和可靠性更大高，以及比其他閉鎖系統更為簡化加工。總體而言，該系統是一個比反沖作用槍機更為輕便，比任何傳統的閉鎖機構更為簡單，以及比其它任何一種系統更少後座力的操作系統。
雷明登M51使用內置式擊錘，並配有單動操作式扳機。在握把底把的後部獨特的功能結合桿可作為保險、槍機保持開啟裝置和槍機釋放裝置使用。除了這些功能以外，該槍還具有握把式保險與彈匣保險斷路器，並因而配有相對的較重的扳機扣力。握把是由保持彈簧張力的柱頭螺栓所保持，而非螺釘保持。整把手槍不只使用單一的螺桿。彼得森十分關注人體工程學設計，並在他設計的手槍上發展出一個握感舒適的角度，而同時間不需要為此犧牲了它的纖薄輪廓。雖然有不完全分解手槍是麻煩事的缺點，但要掌握與實踐卻並非過於複雜。

## 衍生型
儘管它的缺點，第一次世界大战時期，其設計卻被海軍委員會建議採用，並改進為按比例放大口徑的雷明登M53 .45口徑型手槍。原型槍的測試顯示，雷明登的設計比當時生產的M1911手槍更為可靠。最初，雷明登要求大量的先期資金以彌補製作該槍的工具，但談判被後期加入第一次世界大戰的美國所打斷。可用以生產該手槍的工廠都將工具用以生產M1911手槍，所以在另一款手槍上作傾斜上升式生產的投資已經沒有任何意義。M1911手槍的生產能夠趕上戰時需求，而雷明登本身最終也是承製了柯爾特的武器。
由於較低的槍管軸線、更輕的套筒以及後膛閉鎖方式，雷明登M53曾被誇大海口表示其可感覺到的後座力可要比M1911手槍少得多。這事實上也是由著名槍械專家朱利安·海切爾證實了這一點。而且雷明登手槍更準確、更輕便，而且運動部件比M1911手槍要少。儘管它的優勢超過M1911，但在那個時候，公司在民用市場上用以支持大口徑手槍的佔有率過少，軍事合同在現在的觀點而言也是不可能的事；而且同樣在當時，M1911手槍已經有了站穩腳跟的優勢。最終雷明登放棄了更大口徑的手槍，並專注於M51上。諷刺的是，2010年，雷明登也推出了其M1911型半自動手槍。
2014年，雷明登宣布推出經過重新設計、發射9×19毫米魯格口徑手枪子彈的M51，並且命名為R51。

## 資料來源
1. ↑  .   [2015-08-25]. （原始内容存档于2015-09-05）.
2. ↑  Simmons (1979). "The Remington Model 51." Gun Digest 33: 6-19.
3. ↑  Ayoob (August 2003). "Handguns of the Generals." Guns Magazine.
4. ↑  Malloy (1994). "Ross Rudd's Singular Pistol". Gun Digest 1994: 156–160.
5. ↑  Modern Firearms - Benelli B-76 B-80 B-82 pistol 的存檔，存档日期2008-09-13.
6. 1 2  Walker. (October 1969) "M-53." The Gun Report.
7. ↑  Hatcher, Julian. (1947). Hatcher's Notebook. The Military Service Press Company. ISBN 0-8117-0795-4
8. ↑  ,   [2014-01-02], （原始内容存档于2014-01-04）

## 外部連結
- （英文）—Remington Model 51 Pictorial
- （英文）—The Remington model 51 by Ed Buffaloe （页面存档备份，存于）
- （英文）—The Firearm Blog.com—
  - POTD: The Original Remington 51 （页面存档备份，存于）
  - The Remington Original Model 51 （页面存档备份，存于）
- （英文）—The Truth About Gun.com—
  - When is a Bolt Action Rifle Not a Rifle? When it’s an Automatic Pistol[]
  - Gun Review: Original Remington Model 51 （页面存档备份，存于）
- （英文）—Forgotten Weapons.com—Remington M53 （页面存档备份，存于）
- （英文）—Remington Society of America - questions/M51_01